# Wrong (film)
Pour les articles homonymes, voir Wrong.
Pour plus de détails, voir Fiche technique et Distribution.
Wrong est une comédie franco-américaine écrite et réalisée par Quentin Dupieux, sortie en 2012. Le film a donné lieu à un spin-off sorti l'année suivante : Wrong Cops.

## Synopsis
Dolph se réveille un matin dans sa maison de banlieue et se rend compte que son chien a disparu.
Il n'accepte pas le fait d'avoir perdu son travail et continue de se rendre tous les jours à son bureau, et prétend faire son travail.
Le besoin qu’a Dolph de vivre dans le déni pour chaque facette de son existence, qui évidemment ne tourne pas rond, se retrouve tout au long de sa vie.
Le palmier qui se trouve dans son jardin se transforme en sapin. Il pleut dans le bureau de Dolph alors qu'aucun de ses collègues ne semble être dérangé par le fait d’être trempé.
Afin de remettre de l'ordre dans sa vie, il décide de partir à la recherche de son chien.

## Fiche technique
- Titre original : Wrong
- Réalisation : Quentin Dupieux
- Scénario : Quentin Dupieux
- Directeur artistique : Zach Bangma
- Décors : Joan Le Boru
- Costumes : Jamie Bresnan
- Montage : Quentin Dupieux
- Son : Valérie Deloof
- Musique : Mr. Oizo (Quentin Dupieux), Tahiti Boy (David Sztanke)
- Production : Kevos Van Der Meiren, Diane Jassem et Josef Lieck
- Société de production : Realitism Films
- Société de distribution : UFO Distribution
- Pays d'origine :  France,  États-Unis
- Langue originale : anglais
- Format: couleur - 1.85 : 1 - 35 mm HD - Dolby Digital
- Genre : comédie
- Durée : 94 minutes
- Dates de sortie :
  - France : 5 septembre 2012
  - Belgique: 12 septembre 2012
  - États-Unis : 29 mars 2013 (sortie limitée)

## Distribution
- Jack Plotnick (VF : Damien Witecka) : Dolph Springer
- Éric Judor (VF : lui-même) : Victor
- Alexis Dziena (VF : Karine Foviau) : Emma, la standardiste
- Steve Little (VF : Damien Ferrette) : l'enquêteur Ronnie
- William Fichtner (VF : Georges Caudron) : Maître Chang
- Regan Burns (VF : Arnaud Arbessier) : Mike
- Mark Burnham (VF : Joël Zaffarano) : Duke, l'agent de police
- Arden Myrin (VF : Marie-Eugénie Maréchal) : la patronne Gabrielle
- Maile Flanagan (en) (VF : Catherine Artigala) : la pharmacienne
- Todd Giebenhain (VF : Donald Reignoux) : le livreur de pizza
- Barry Alan Levine : le pompiste
- Greg Harris : le peintre
- Leshay Tomlinson (VF : Dominique Westberg) : la joggeuse
- Price Carson : le chauffeur de la Limousine
- Gary Valentine (VF : Paul Borne) : l'infirmier EMT
- Charley Koontz (VF : Philippe Bozo) : Richard, le collègue de Dolph
- Jared Ward (VF : Serge Faliu) : Hugo, le collègue de Dolph
- Nealla Gordon (VF : Armelle Gallaud) : Jodie, la collègue de Dolph
- Bob Jennings (VF : Loïc Houdré) : le chauffeur dont Dolph emboutit l'arrière
- David Nicolas Honoré de Barzolff : le pompier

 Source et légende : version française (VF) sur RS Doublage et selon le carton du doublage français sur le DVD zone 2.

## Production
Le film a entièrement été filmé avec une caméra numérique prototype, la HD-Koi, qui aurait la particularité, selon certaines rumeurs, de pouvoir filmer jusqu'en 10k. Quentin Dupieux n'en est pas à sa première expérimentation technique puisqu'il avait, en 2010, avec son film Rubber, expérimenté les facultés de kinéscopage des Reflex vidéos en tournant son film avec un Canon EOS 5D Mark II.